# SN 2003lh
SN 2003lh – supernowa typu Ia odkryta 13 grudnia 2003 roku w galaktyce A021019-0459. W momencie odkrycia miała maksymalną jasność 22,70m.